# Folk-pop
Folk-pop o pop-folk és un estil musical, barrejant les músiques folk i pop. És relatiu a la música folk-rock però amb uns arranjaments menys durs.
L'estil de folk-pop es pot descriure com una barreja de dues categories. D'una banda es pot presentar cançons de folk amb grans arranjaments, d'altra banda cançons de pop amb arranjaments més íntims i acústics.
La música folk-pop va desenvolupar durant la onada de folk-rock als Estats Units als anys 1960. Entre els representants de folk-pop són o eren Simon & Garfunkel, The Mamas and the Papas i Buffy Sainte-Marie. Els Amics de les Arts, Ran Ran Ran i El Diluvi són representants catalans o valencians del gènere.